# Falmouth (Schiff, 1911)
Die HMS Falmouth war ein Leichter Kreuzer der Town-Klasse der Royal Navy. Das bei William Beardmore and Company 1910 vom Stapel gelaufene Schiff gehörte zur zweiten Untergruppe dieser Kreuzer, der aus vier Schiffen bestehenden Weymouth-Klasse. Sie gehörte bei Kriegsbeginn im Atlantik beim 5. Kreuzergeschwader zur Jagd auf deutsche Handelsschiffe eingesetzt und kam dann in der Nordsee bei der Grand Fleet zum Einsatz. Die Falmouth wurde am 20. August 1916 vom deutschen Unterseeboot U 63 versenkt, nachdem sie am Vortag schon von U 66 mit einem Torpedo beschädigt worden war.

## Baugeschichte
Nach den ersten fünf Kreuzern der Town-Klasse (Bristol-Untergruppe) bestellte die Royal Navy vier weitere Kreuzer des Typs jetzt mit einheitlicher 6-Zoll (152 mm)-Bewaffnung. Bedingt durch die schwerere Bewaffnung und einen etwas höheren Standardkohlenvorrat stieg die Verdrängung dieser Untergruppe geringfügig. Die nach der Gloucester der ersten Gruppe ab 1910 bei Beardmore in Dalmuir gebaute Falmouth kam 1911 als drittes Schiff der 2. Gruppe und als achter Kreuzer der Town-Klasse in Dienst, die bis zum Kriegsbeginn auf fünfzehn Kreuzer in der Royal Navy und zwei in der Royal Australian Navy anwuchs. Beide Marine erhielten später noch je zwei weitere Schiffe.
Die Bauwerft Beardmore baute mit der Dublin noch einen weiteren Kreuzer der „Town“-Klasse und war damit neben der Werft von Armstrong in Elswick mit ebenfalls drei Einheiten Hauptlieferant dieser Kreuzer.

## Einsatzgeschichte
Die Falmouth bei Ausbruch des Ersten Weltkriegs im August 1914 Teil des 5. Kreuzergeschwaders im Atlantik und versenkte vier deutsche Handelsschiffe, die versuchten, die Heimat zu erreichen. Zum Ende des Monats wurde sie dem 1. Leichten Kreuzergeschwader der Grand Fleet unter Commodore William Goodenough zugeteilt und kam mit Southampton, Birmingham, Liverpool, Lowestoft und Nottingham in der Sicherung der Harwich Force bei deren Vorstoß in die Deutsche Bucht zum Einsatz, der am 28. August 1914 zum Seegefecht bei Helgoland führte. Am 16. Dezember 1914 versuchte sie, die deutschen Schlachtkreuzer auf dem Rückmarsch von der Beschießung britischer Küstenorte in Yorkshire (Scarborough, Whitby, Hartlepool) abzufangen, die vom Geschwaderflaggschiff Southampton entdeckt worden waren. Durch einen zum Teil missverstandenen Befehl Beattys ging der Kontakt jedoch frühzeitig verloren. Während des Doggerbankgefechtes am 24. Januar 1915 war sie mit der Grand Fleet in See, aber nicht am Gefecht beteiligt.
Die Falmouth war am 31. Mai und 1. Juni 1916 in der Skagerrakschlacht als Flaggschiff des 3. Leichten Kreuzergeschwaders unter Konteradmiral Napier mit den Leichten Kreuzern Yarmouth, Birkenhead und Gloucester beteiligt, das zur Schlachtkreuzerflotte gehörte und vor dieser aufklärte. Die Falmouth sichtete um 17:30 Uhr mit der Black Prince erstmals ein Schiff der eigentlichen Grand Fleet, was ein Zusammenwirken der Flotte erlaubte. Die dazu gefunkten Meldungen waren unvollständig, wurden noch unvollständiger weitergegeben und ließen den britischen Oberbefehlshaber weitgehend im Unklaren, wo und wie sich das Gefecht mit den Deutschen entwickelte und welche Manöver diese durchführten.
Gegen 19:30 Uhr schossen Falmouth  und Yarmouth Torpedos auf den führenden deutschen Schlachtkreuzer und meldeten einen Treffer. Bei einbrechender Dunkelheit kam es zu Gefechten mit deutschen Kleinen Kreuzern. Um 21:38 Uhr meldete die Falmouth letztmals die deutschen Schlachtkreuzer auf Westkurs. Die Falmouth war während der Schlacht einmal getroffen worden.

## Verlust derFalmouth
Am 19. August 1916 endete die Einsatzgeschichte der Falmouth, als sie vom deutschen Unterseeboot U 66 unter Kapitänleutnant von Bothmer um 16:52 Uhr torpediert wurde.
 Die Falmouth war als Mitglied des 3. Leichten Kreuzergeschwaders Teil der Sicherung der in See befindlichen Schlachtkreuzer und hatte unter Kapitän Edwards versucht, zwei die Flotte beschattende Zeppeline abzudrängen, und lief hinter der Flotte her. Trotz der zwei Torpedotreffer an Steuerbord konnte der Kreuzer mit eigener Kraft Richtung Küste abdrehen. Anfangs war noch der Leichte Kreuzer Chester zur Sicherung bei ihr, der dann wieder zur Flotte aufschloss. Erst am Morgen des 20. August wurde sie von zwei aus Immingham herbeigerufenen Schleppern erreicht und in Schlepp genommen. Der beschädigte, im Schlepp befindliche Kreuzer wurde schließlich im Lauf des Tages von U 63 unter dem späteren Pour-le-Mérite-Träger und Generaladmiral Otto Schultze vor Flamborough Head erneut angegriffen, erhielt zwei weitere Torpedotreffer und sank am Abend. Beim Verlust der Falmouth kamen elf Seeleute ums Leben. Die beiden Schlepper und die Sicherungszerstörer konnten die Besatzung übernehmen.

Die Falmouth liegt heute in 15 Metern Tiefe auf der Position 53° 59′ N, 0° 5′ W.